# NGC 2169
NGC 2169 è un ammasso aperto visibile nella costellazione di Orione; è soprannominato Ammasso 37 a causa della disposizione delle sue stelle principali.

## Osservazione

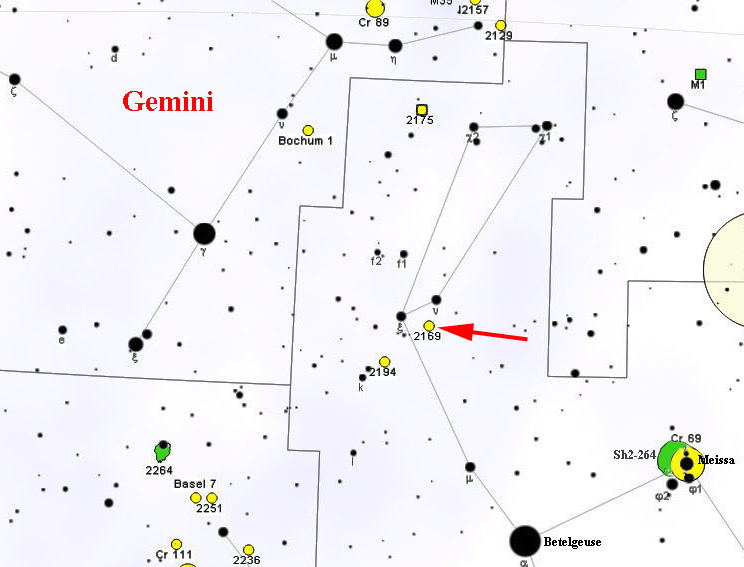
Mappa per individuare NGC 2169.

Si individua lungo la scia della Via Lattea nella parte nord-occidentale della costellazione, in direzione di un campo stellare ricco di stelle deboli; attraverso un binocolo è visibile come una piccola macchia chiara su cui spiccano alcune deboli stelle e, in particolare una stella azzurra di magnitudine 7,2. Attraverso un piccolo telescopio è già perfettamente risolto anche a bassi ingrandimenti ed è ben evidente la distribuzione a "37" delle sue stelle principali. Le piccole dimensioni dell'ammasso permettono osservazioni ad alti ingrandimenti, ma non vi sono comunque stelle di fondo da risolvere.
La declinazione non lontana dall'equatore celeste di quest'ammasso favorisce leggermente gli osservatori dell'emisfero nord, sebbene si presenti circumpolare solo a partire da latitudini molto elevate; dall'emisfero australe la sua osservazione risulta penalizzata soltanto dalle regioni situate a elevate latitudini meridionali ed è osservabile da tutte le aree popolate della Terra. Il periodo migliore per la sua osservazione nel cielo serale è quello compreso fra ottobre e marzo.

## Storia delle osservazioni
NGC 2169 venne probabilmente individuato per la prima volta da Giovanni Battista Hodierna attorno al 1654; William Herschel lo riscoprì indipendentemente il 15 ottobre del 1784 attraverso un telescopio riflettore da 18,7 pollici. Suo figlio John Herschel lo riosservò in seguito e lo inserì poi nel suo General Catalogue of Nebulae and Clusters col numero 1361.

## Caratteristiche

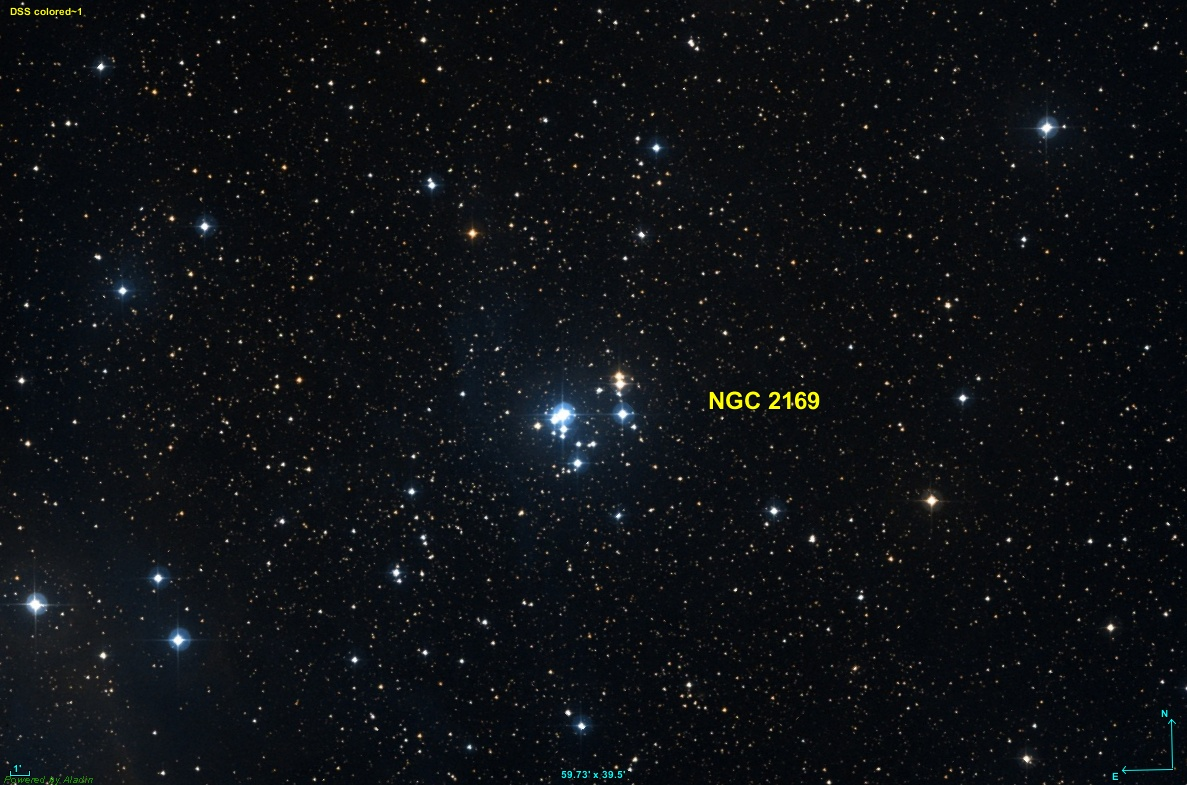
NGC 2169 (DSS)

NGC 2169 è un oggetto piuttosto concentrato e dalla forma caratteristica, formato da due gruppi distinti di stelle tendenzialmente di colore bianco-azzurro; la sua distanza è stimata attorno ai 1052 parsec (3430 anni luce) ed è quindi situato sul bordo esterno del Braccio di Orione. La sua stella più luminosa, HD 41943, una gigante blu di classe spettrale B2III e magnitudine 7,18, possiede una compagna di magnitudine 8,1 a circa 2,6 secondi di separazione e costituisce un buon test per i telescopi.
Si tratta di un ammasso molto giovane, la cui età è stimata attorno agli 11 milioni di anni al massimo; le sue componenti più massicce possiedono una classe spettrale B e A, alcune delle quali sono già in una fase avanzata del loro ciclo vitale. Studi basati sull'abbondanza del litio hanno permesso di scoprire 36 stelle di piccola massa appartenenti fisicamente all'ammasso, con masse comprese fra 1,3 e 0,15 M⊙. La presenza di una sola gigante rossa, la cui età risulta essere di 5 milioni di anni maggiore rispetto alla media delle altre stelle, sta a indicare che la formazione stellare ha avuto luogo per un periodo piuttosto breve, pari a circa 5 milioni di anni.

### Libri
- (EN)   C.J. Lada e N.D. Kylafits, The Origin of Stars and Planetary Systems, Kluwer Academic Publishers, 1999, ISBN 0-7923-5909-7.
- A. De Blasi, Le stelle: nascita, evoluzione e morte, Bologna, CLUEB, 2002, ISBN 88-491-1832-5.

### Carte celesti
- Tirion, Rappaport, Lovi, Uranometria 2000.0 - Volume I & II, Richmond, Virginia, USA, Willmann-Bell, inc., 1987, ISBN 0-943396-15-8.
- Tirion, Sinnott, Sky Atlas 2000.0 - Second Edition, Cambridge, USA, Cambridge University Press, 1998, ISBN 0-933346-90-5.
- Tirion, The Cambridge Star Atlas 2000.0, 3ª ed., Cambridge, USA, Cambridge University Press, 2001, ISBN 0-521-80084-6.